# Michael von Ungarn
|  | Dieser Artikel oder Abschnitt wurde wegen inhaltlicher Mängel auf der Qualitätssicherungsseite der Redaktion Geschichte eingetragen (dort auch Hinweise zur Abarbeitung dieses Wartungsbausteins). Dies geschieht, um die Qualität der Artikel im Themengebiet Geschichte auf ein akzeptables Niveau zu bringen. Dabei werden Artikel gelöscht, die nicht signifikant verbessert werden können. Bitte hilf mit, die Mängel dieses Artikels zu beseitigen, und beteilige dich bitte an der Diskussion! |

Michael (ungarisch Mihály, 960–995 oder c. 997) gehörte zum Geschlecht der Árpáden und war ein jüngerer Sohn von Taksony, dem Großfürsten der Ungarn. Die meisten Einzelheiten seines Lebens sind ungewiss. Fast alle Könige Ungarns nach 1046 stammten von ihm ab.
Dem ungarischen Historiker György Györffy zufolge erhielt Michael von seinem Bruder, dem Großfürsten Géza, ein ducatus oder Fürstentum. Slowakische Historiker geben an, dass er zwischen etwa 971 und 997 das Fürstentum Nitra verwaltete. Keine dieser beiden Theorien wurde jedoch von Historikern allgemein anerkannt.

## Leben

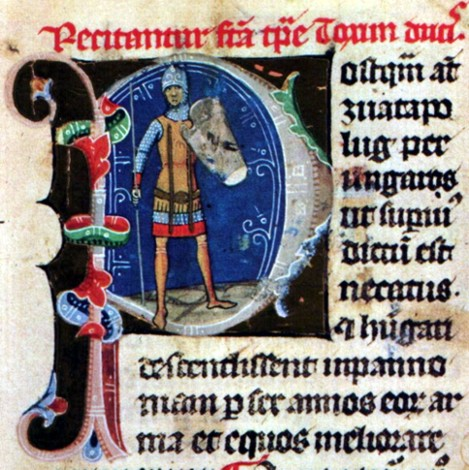
Michaels Vater Taksony, dargestellt in der Ungarischen Bilderchronik

Der anonyme Verfasser der Gesta Hungarorum aus dem späten 12. Jahrhundert erzählt, dass Michaels Vater Taksony seine Frau „aus dem Land der Kumanen“ mitnahm, wobei das Land, das zur Zeit des Anonymus von den Kumanen beherrscht wurde, bis in die 1050er Jahre von den Petschenegen kontrolliert worden war. Dementsprechend vermutet Györffy, dass Taksonys Frau die Tochter eines Stammesführers der Petschenegen war. Andere Historiker, darunter Zoltán Kordé und Gyula Kristó, glauben, dass der Bericht des Anonymus sich entweder auf ihre chasarische oder auf ihre wolga-bulgarische Herkunft beziehen könnte.
Michael war der jüngere Sohn Taksonys. Györffy schreibt, dass er noch minderjährig war, als er um 972 getauft wurde. Wahrscheinlich erhielt er die Taufe gemeinsam mit seinem älteren Bruder Géza, der Taksony um diese Zeit als Großfürst folgte. Michael wurde nach dem Erzengel Michael benannt. Laut Györffy deutet die häufige Verwendung des Namens „Béla“ durch seine Nachkommen – vier Könige und zwei Herzöge aus dem Hause Árpád trugen diesen Namen – darauf hin, dass es sich um Michaels ursprünglichen heidnischen Namen handelte. Er schreibt auch, dass die „a“-Endung seines Namens ausschließt, dass er aus einer slawischen Sprache entlehnt wurde, da „a“ in diesen Sprachen eine weibliche Endung ist. Stattdessen vermutet er, dass der Name aus dem türkischen bojla-Titel abgeleitet wurde.

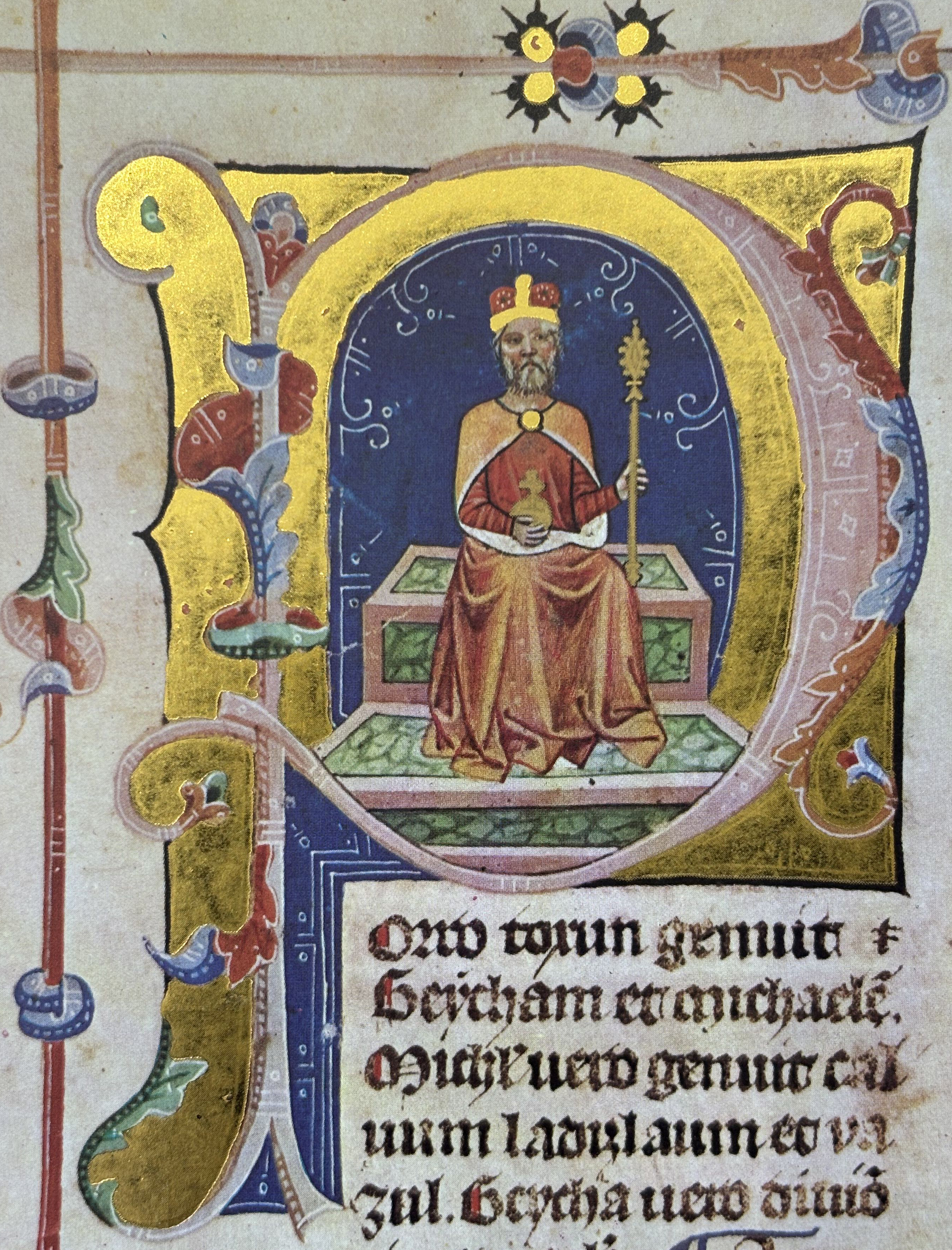
Michaels Bruder Géza, dargestellt in der Ungarischen Bilderchronik

Michael war ein Verbündeter seines Bruders Géza, Aufzeichnungen über ein schlechtes Verhältnis zwischen ihnen gibt es nicht. Wahrscheinlich erhielt er von Géza eines der ungarischen Fürstentümer. Wahrscheinlich im Jahr 997 erhielt er das Fürstentum Nitra.
Michaels weiteres Schicksal ist unbekannt. Möglicherweise erreichte er um 980 das Mündigkeitsalter. Györffy vermutet, dass er entweder vor seinem Bruder († 997) starb oder ohne Widerstand auf sein Herzogtum zugunsten von Gézas Sohn Stephan verzichtete. Steinhübel dagegen glaubt, dass Michael 995 ermordet wurde, eine Tat, „für die wahrscheinlich sein Bruder Géza verantwortlich war“. Lukačka sagt ebenfalls, dass Michael „offenbar auf Befehl von“ Géza ermordet wurde. Schließlich schreibt Vladimír Segeš, dass Géza Michael nach seinen Angaben zwischen 976 und 978 ermorden ließ, aber er schreibt, dass Michael von seinem eigenen Sohn Ladislaus dem Kahlköpfigen abgelöst wurde.

## Familie
Die Namen der beiden Söhne Michaels, Vazul (Basilius) und Ladislas, sind erhalten geblieben. Laut Györffy „ist es wahrscheinlich“, dass Michaels Frau mit Samuel von Bulgarien verwandt war, denn die Namen seiner beiden Söhne waren bei den orthodoxen Herrschern, einschließlich der Mitglieder der Familie Cometopuli, beliebt. Györffy fügt hinzu, dass Michael seine bulgarische Frau heiratete, als er um 980 volljährig wurde.